# Paweł Huelle
Paweł Marek Huelle (Danzica, 10 settembre 1957 – Danzica, 27 novembre 2023) è stato uno scrittore, giornalista e dirigente d'azienda polacco, noto esponente di Solidarność.

## Biografia
Oltre che scrittore, era esperto di psicologia, filosofia e storia della Polonia. Divenne noto soprattutto per il romanzo Weiser Dawidek (Chi fu Weiser Dawidek?), con il quale ha esordito nel 1987, dal quale il connazionale regista Wojciech Marczewski trasse un film intitolato Weiser nel 2000.
Dal 1994 al 1999 fu direttore di una piccola emittente televisiva polacca.